# 列治文 (加利福尼亞州)
列治文（/ˈrɪtʃmənd/）一座位於美国加利福尼亚州舊金山灣區東部的城市，濱臨沙加緬度河下游至舊金山灣的出口。根據2010年美國人口普查，列治文有人口10萬3701人。

## 经济
列治文是一个舊金山灣區的石油化工基地。这个城市的有接受多数液态化工原料的码头。
许多新房子建于2000年代的十年。全市有暴力犯罪的历史，在以此市为背景的电影《卡特教练》中有所表现，但一直在减少。经济多样化，环保和清洁技术的研究和开发。该市唐人街区。包围了附近的太平洋东方商城。该商场有一个中国超市。该商场也有不少亚洲商店。

## 人口
美国人口调查局在2005年估计：
- 白人 34.9%[10]
- 非洲裔美国人 28.8%[10]
- 亞裔美國人 14.6%[10]
- 混血兒 2.7%[10]
- 印第安人 0.1%[10]
- 其他 19.0%[10]

另外如果拉丁美裔人单独算，占总人口的33.8%。

## 列治文市议会
列治文市政府為議會-經理制，在市议会的管理下任命一名市經理負責运作。市議會由一名市長和六名市議員組成，市議員中推舉一名為副市長。市長和市議員為四年一任，每隔兩年改選三名市議員或三名市議員和市長，無選區劃分，皆由全市選出。

## 交通

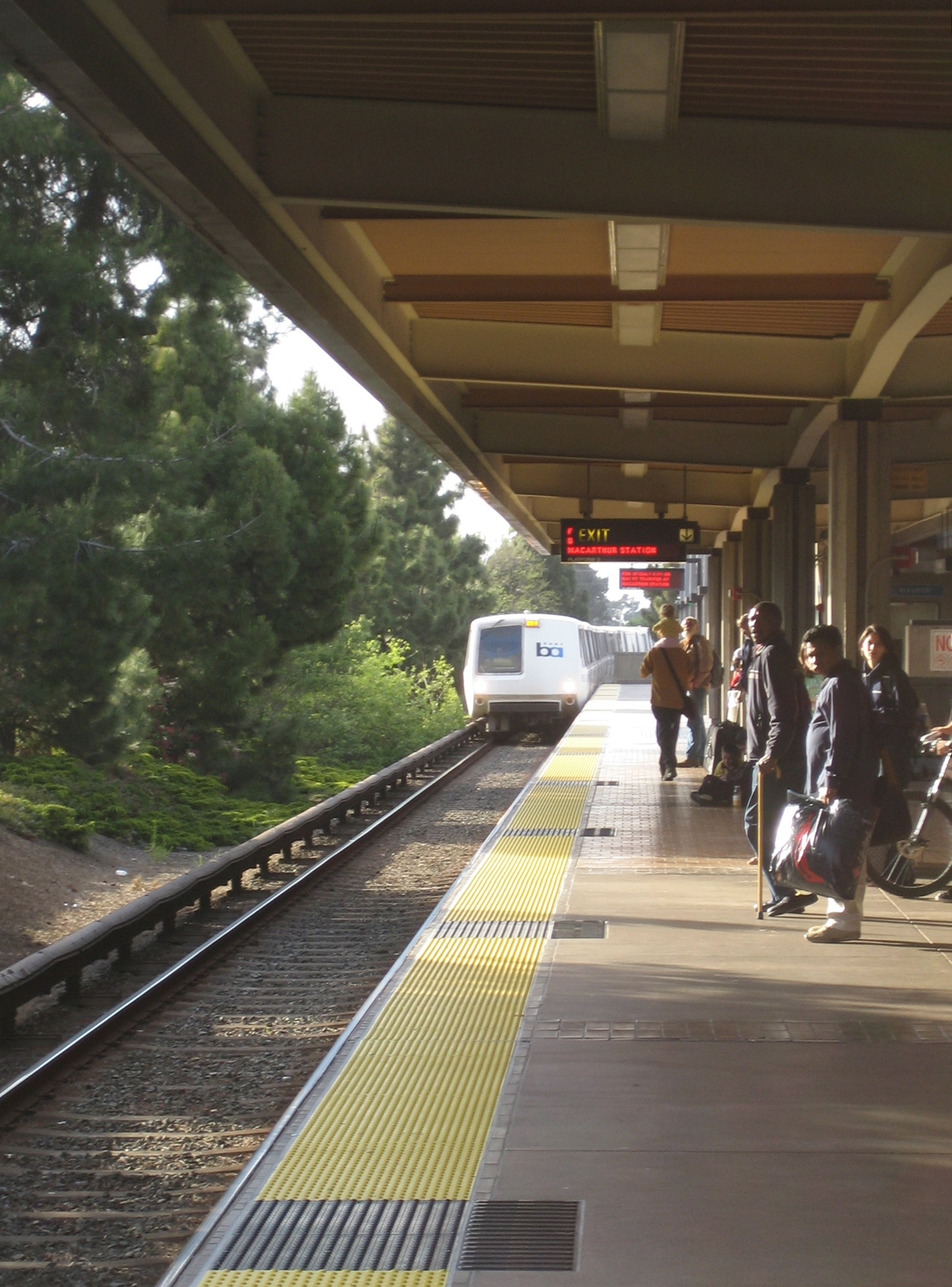
湾区捷运列治文站

列治文的公共汽车服务涵盖在阿拉梅达县-康特拉科斯塔县公交系统(AC Transit)内。列治文也是两条舊金山灣區捷運系統轻轨线路的终点站。
█ 列治文 - 达利/米尔布雷 (Richmond – Daly City/Millbrae Line)
█ 列治文 - 里士满–费利蒙线 (Richmond – Fremont Line)

## 教育
West Contra Costa聯合學區有学校。

## 友好城市
- 中国舟山市[14]
- 日本島田市
- 古巴雷嘎()